# Water Boys 2
Water Boys 2 (ウォーターボーイズ2?, Wōtā Bōizu 2) è la seconda serie del dorama giapponese Water Boys (uscita l'anno precedente, a sua volta seguito del film omonimo del 2001), anche se non ne costituisce un seguito diretto, in quanto protagonisti e avvenimenti raccontati son differenti tra l'una e l'altra.
Trasmesso nel 2004 dalla Fuji TV in 12 puntate settimanali ogni martedì sera.

## Trama
Da tre anni la scuola femminile al centro di questa storia, l'Himeno High School, ha aperto le sue porte anche agli studenti di sesso maschile, che rimangono però ancora un'esigua minoranza; le ragazze costituiscono difatti oltre il 90% dell'intero corpo studentesco e impongono le loro scelte con una maggioranza schiacciante ogni qualvolta vengano discusse delle proposte di rinnovamento.
Ad Eikichi capita di doversi trasferire proprio in quella, e proprio in quel momento particolare; è un ragazzo un po' introverso ed insicuro che faceva però parte, ottenendo sempre ottimi risultati, della squadra di nuoto dell'istituto in cui precedentemente studiava. Yosuke, suo nuovo compagno di classe, si propone da un be po' di crear un club di nuoto, ma finora ottenendo sempre la strenua opposizione della maggior parte delle ragazze.
Appena viene a saper delle capacità di Eikichi, il nuovo amico cerca in tutti i modi di coinvolgerlo in quest'iniziativa, inizialmente con scarsi risultati: Eikichi non sembra difatti particolarmente propenso a tornar a nuotare. Fino a che Yosuke non riuscirà a raccoglier un certo numero di ragazzi per il club la piscina dovrà rimanere chiusa ed inutilizzata.
Ad aiutarlo però c'è il professor Saotome (soprannominato Otomen dalle ragazze per la sua spiccata effeminatezza), anch'egli appassionato di nuoto; i due riescono finalmente a convincer Eikichi ad unirsi a loro e, assieme ai compagni Senichi, Idechi e Iwao, a far aprire in prova la piscina. La preside pone però la condizione che il club segua dei veri allenamenti ed ottenga risultati agonistici rilevanti.
Ma il consiglio studentesco femminile non vede affatto di buon occhio tutto ciò, inoltre la prof d'inglese Natsuko odia letteralmente la vicinanza a sé d'un qualsiasi corpo maschile: in queste condizioni c'è il rischio che si venga a creare una situazione alquanto disdicevole; come ad esempio il veder correre da un luogo all'altro del cortile della scuola ragazzi seminudi in slip e bagnaticci, che si dirigono in direzione degli spogliatoi o che escono.
Nel frattempo, sotto la supervisione di Saotome, i ragazzi hanno iniziato ad allenarsi... ci sarebbe però bisogno d'un vero allenatore (pur se valido, Saotome è difatti poco più che un dilettante appassionato, non un autentico coach).
Sembrerà tender da un certo punto in poi loro la mano un uomo da poco giunto nella cittadina di Himeji, e che ha aperto una piccola trattoria; è difatti un ex allenatore di nuoto sincronizzato.
Questo gruppo variegato dovrà affrontare varie e complicate disavventure (sentimentali e non), che li porterà però infine a crescere e maturare, divenendo più sicuri di sé e di ciò che veramente desiderano dalla vita: sarà una stagioneindimenticabile per tutti.

### Personaggi e interpreti
- Eikichi Mizushima (Hayato Ichihara):

trasferitosi dalla prestigiosa Aoba High School di Tokyo, dov'era membro eminente della squadra di nuoto. Il padre ha dovuto andar a New York per avviare un'attività importante, tanto che Eikichi ha scelto di andar a vivere un po' dai nonni, tanto per non esser costretto a star da solo. Il suo arrivo cambierà dapprima impercettibilmente, poi sempre più profondamente, le vite di quelli con cui entrerà in contatto.
- Yosuke Yamanoto (Akiyoshi Nakao):

ha sempre desiderato, da quando è in quella scuola, poter vedere un bel giorno la piscina funzionante ed aperta al pubblico. Ad un certo punto la madre s'ammala e lui sarà tentato di abbandonare gli studi per aiutar nella panetteria di famiglia che si trova in gravi difficoltà economiche.
- Sen'ichi Kawasaki:

soprannominato Wolf Boy Sen, va sempre in giro col suo amatissimo slip tigrato.
- Iwao Iwata (Teppei Koike):

il bello del gruppo, l'unico maschio a cui viene concesso d'avvicinarsi e star in mezzo alle ragazze. Inizialmente sembra un servitore fedele di Kayo, a cui fa da segretario (e di cui è segretamente innamorato, ma non corrisposto); poi però viene irresistibilmente attratto dall'idea fondare un club di nuoto (potrà così tentar di diventar più virile agli occhi delle ragazze).
- Hidechi Sano (Ryō Kimura):

figlio del ricco presidente d'una grande catena di negozi d'alimentari, costantemente circondato d'ammiratori ed ammiratrici
- Shiori Yazawa (Satomi Ishihara):

l'eroina della storia. Assieme ai genitori vive in affitto in parte della casa del nonno di Eikichi; la ragazza, oltretutto, diviene anche compagna di classe di lui. È una delle senior della scuola e fa parte del consiglio studentesco dominato dalle ragazze. Suona il clarinetto nel club musicale, vorrebbe tanto poter diventare musicista; Eikichi le insegnerà a non rinunciare ai propri sogni.
- Kayo Oba (Reina Asami):

temutissima presidentessa del consiglio d'istituto, è una ragazza decisamente virile. Non riesce a vedere Iwao se non come una sorellina. Capitano della squadra di atletica, partecipa alle gare ufficiali di corsa (100m ad ostacoli).
- Kozue Kitagawa (Emi Suzuki):

una ragazza ambigua e doppiogiochista, collega di Shiori al club musicale, responsabile di timpani e ottoni. S'innamorerà di Eikichi.
- Hijiri Saotome (Takatoshi Kaneko):

ex nuotatore, insegnante supplente di storia, instaura immediatamente uno stretto legame ed un rapporto fatto di confidenza e complicità coi ragazzi.
- Natsuko Ohara (Sayaka Yamaguchi):

insegnante d'inglese, s'oppone fermamente a che i ragazzi s'allenino nel nuoto sincronizzato.
- Haruka Koshino (Waka Inoue):

insegnante di letteratura odia gli uomini, non può sopportarne la presenza, tanto meno d'esser sfiorata da qualcuno di loro. Sarà inconsapevolmente aiutata a liberarsi da questa fobia niente meno che dall'"oscuro" Kozo.
- Kozo Kasuya (Shirō Sano):

proprietario d'un coffee shop, v'è indubbiamente qualcosa di sospetto ed alquanto inquietante nella sua figura. Ex titolare del record nazionale dei 100m rana; da giovane pensava che la vittoria fosse tutto, anche a costo di sacrificare ad essa l'onestà.
- Eitaro Mizushima (Kenichi Yajima):

padre di Eikichi, molto severo e distante da quando 13 anni prima la moglie è morta lasciandolo da solo a crescere il figlio ad un certo punto tornerà e vorrà costringere il figlio a lasciar tutti quei giochetti da bambini e partire con lui alla volta dell'America. Si dovrà interporre tra i due Shiori per far cambiare ad entrambi il modo di veder le cose.
- Masaki Sano:

padre di Idechi, gli servirà del tempo per comprendere ed accettare quello che il figlio si ripromette di voler raggiungere.
- Chiyo Yamamoto:

madre di Yosuke, infaticabile lavoratrice, tanto da finir ammalata.
- Kamekichi Mizushima:

nonno di Eikichi, soprannominato tartaruga (Kame), ha la passione per questi animaletti.
- Akira Yazawa:

padre di Shiori, lavora come capostazione. Dovrà riallacciar i rapporti con la figlia, a costo di metter a rischio il suo impiego.

## Episodi
| Nº | Giapponese 「Kanji」 - Rōmaji                                                  | In onda           | In onda |
| Nº | Giapponese 「Kanji」 - Rōmaji                                                  | Giapponese        |         |
| 1  | 「救世主がやってきた!?」 - Kyūseishu gayattekita!?                             | 6 luglio 2004     |         |
| 2  | 「ウソつきの仲間」 - Uso tsukino nakama                                        | 13 luglio 2004    |         |
| 3  | 「伝えたいキモチ」 - Tsutae tai kimochi                                        | 20 luglio 2004    |         |
| 4  | 「新たな決意」 - Arata na ketsui                                               | 27 luglio 2004    |         |
| 5  | 「自分で決めた事」 - Jibun de kime ta koto                                     | 3 agosto 2004     |         |
| 6  | 「あきらめない」 - Akiramenai                                                  | 10 agosto 2004    |         |
| 7  | 「先生のための嘘」 - Sensei notameno uso                                       | 17 agosto 2004    |         |
| 8  | 「それぞれの夢」 - Sorezoreno yume                                             | 24 agosto 2004    |         |
| 9  | 「大事なのは、今」 - Daiji nanoha, ima                                         | 31 agosto 2004    |         |
| 10 | 「退部届」 - Taibu todoke                                                      | 7 settembre 2004  |         |
| 11 | 「32人の救世主」 - 32 nin no kyūseishu                                         | 14 settembre 2004 |         |
| 12 | 「忘れられない夏 ～旅立ちの時～」 - Wasure rarenai natsu ~ tabidachi no toki ~ | 21 settembre 2004 |         |